# Communauté de communes du Pays des étangs
La communauté de communes du Pays des étangs (CCPE) est une communauté de communes située dans le  département de la Moselle en région Grand Est.
Elle fait partie du pôle d'équilibre territorial et rural du Pays de Sarrebourg.

## Histoire
En 1968, le SIVOM de Réchicourt-le-Château est créé.
Le 1er janvier 2003, le SIVOM est remplacé par la communauté de communes du Pays des étangs, par arrêté préfectoral du 24 décembre 2002.
Cette communauté de communes est appelée à disparaître le 1er janvier 2017. À partir de cette date, elle sera intégrée à la communauté de communes de Sarrebourg - Moselle Sud.

## Composition
Elle regroupe les 14 communes du canton de Réchicourt-le-Château :
| Nom                   | Code Insee | Gentilé       | Superficie (km2) | Population (dernière pop. légale) | Densité (hab./km2) |
| --------------------- | ---------- | ------------- | ---------------- | --------------------------------- | ------------------ |
| Moussey (siège)       | 57488      |               | 7,89             | 584 (2014)                        | 74                 |
| Assenoncourt          | 57035      |               | 16,69            | 116 (2014)                        | 7                  |
| Avricourt             | 57042      |               | 10,32            | 658 (2014)                        | 64                 |
| Azoudange             | 57044      |               | 15,73            | 114 (2014)                        | 7,2                |
| Foulcrey              | 57229      |               | 12,34            | 189 (2014)                        | 15                 |
| Fribourg              | 57241      |               | 17,42            | 167 (2014)                        | 9,6                |
| Gondrexange           | 57253      |               | 22,88            | 473 (2014)                        | 21                 |
| Guermange             | 57272      |               | 17,64            | 93 (2014)                         | 5,3                |
| Hertzing              | 57320      |               | 1,54             | 185 (2014)                        | 120                |
| Ibigny                | 57342      |               | 4,77             | 107 (2014)                        | 22                 |
| Languimberg           | 57383      |               | 18,38            | 174 (2014)                        | 9,5                |
| Réchicourt-le-Château | 57564      | Réchicourtois | 24,14            | 571 (2014)                        | 24                 |
| Richeval              | 57583      |               | 4,92             | 137 (2014)                        | 28                 |
| Saint-Georges         | 57611      |               | 8,10             | 205 (2014)                        | 25                 |

## Administration
Le Conseil communautaire est composé de 28 délégués, dont 4 vice-présidents.
| Période                                  | Période       | Identité        | Étiquette | Qualité                              |
| ---------------------------------------- | ------------- | --------------- | --------- | ------------------------------------ |
| Les données manquantes sont à compléter. |               |                 |           |                                      |
|                                          | 10 avril 2014 | Jean-Paul Leroy |           | Maire de Moussey (depuis 2008)       |
| 10 avril 2014                            | En cours      | Roland Gilliot  |           | Maire de Saint-Georges (depuis 2001) |